# Boophis calcaratus
Boophis calcaratus is een kikker uit de familie gouden kikkers (Mantellidae). De soort werd voor het eerst wetenschappelijk beschreven door David Vallan, Miguel Vences & Frank Glaw in 2010. De soort behoort tot het geslacht Boophis.

## Leefgebied
De kikker is endemisch in Madagaskar. De soort komt vooral voor in het oosten van het eiland, zo ook in de subtropische bossen van Madagaskar.